# Holocen
| Razdelitev kvartarja | Razdelitev kvartarja | Razdelitev kvartarja  | Razdelitev kvartarja | Razdelitev kvartarja |
| Sistem/ Period | Serija/ Epoha        | Faza/ Starost         | Starost (Ma)         | Starost (Ma)         |
| --- | -------------------- | --------------------- | -------------------- | -------------------- |
| Kvartar | Holocen              | Megalej               | 0                    | 0.0042               |
| Kvartar | Holocen              | Severnogripij         | 0.0042               | 0.0082               |
| Kvartar | Holocen              | Grenlandij            | 0.0082               | 0.0117               |
| Kvartar | Pleistocen           | 'Zgornji'             | 0.0117               | 0.129                |
| Kvartar | Pleistocen           | Čibanij ali 'Srednji' | 0.129                | 0.774                |
| Kvartar | Pleistocen           | Kalabrij              | 0.774                | 1.80                 |
| Kvartar | Pleistocen           | Gelazij               | 1.80                 | 2.58                 |
| Neogen | Pliocen              | Piacenska             | 2.58                 | 3.60                 |
| Opombe in skliciSubdivision of the Quaternary Period according to the ICS, as of May 2019. Za Holocen so datumi relativni na leto 2000 (torej se je Grenlandska stopnja pričela 11.700 let pred letom 2000). Začetek Severnogripijske stopnje je nastavljen na 8.236 let pred 2000. Megalejska stopnja se začne 4.250 let pred letom 2000. 'Tarantanij' je opisno neuradno ime, ki je predlagano za stopnjo/starost enako opisne neuradne podserije/podepohe 'Zgornjega Pleistocena'. V Evropi in Severni Ameriki se Holocen deli na Preborealno, Borealno, Atlantsko, Subborealno in Subatlantsko dobo Blytt–Sernanderjeve časovne lestvice. Obstaja več ostalih razdelitev za Zgornji ali Pozni Pleistocen; po navadi se ga razdeli na hladne (glaciali) in tople (interglaciali) periode. Zadnji glacial se konča s hladno Mlajšo Driasno podstopnjo. |                      |                       |                      |                      |
| p · p · u · z |                      |                       |                      |                      |

Holocen je geološka doba, ki se je začela približno 11.500 koledarskih let pred sedanjostjo (okrog 9500 pr. n. št.) in se nadaljuje do danes. Holocen je del kvartarja. Poimenovanje izhaja iz grških besed ὅλος (holos, cel ali ves) in καινός (kainos, nov); pomeni torej »v celoti nedaven«. Enačimo ga z MIS 1 in ga lahko imamo za interglacial v sedanji ledeni dobi.
Holocen zajema tudi razvoj in učinke človeške vrste po vsem svetu, vključno z vso pisno zgodovino, razvoj velikih civilizacij in na splošno močan prehod v urbano življenje v sedanjosti. Človeški vplivi na sodobno dobo Zemlje in njenih ekosistemov je globalnega pomena za prihodnji razvoj živih bitij, vključno s približno sinhronimi litosfernimi dokazi ali nedavnimi atmosferskimi dokazi človeških vplivov. Glede na to je predlagan nov izraz, Antropocen in se uporablja neformalno, le za zelo zadnji del sodobne zgodovine in večji človekov vpliv, od epohe neolitske revolucije (okoli 12.000 let pred sedanjostjo).

## Pregled
Mednarodna komisija za stratigrafijo je določila, da se je holocen začel približno 11.700 let pred sedanjostjo. Epoha sledi pleistocenu in zadnji ledeni dobi (lokalna imena za zadnjo ledeno dobo so: Wisconsinan v Severni Ameriki, Weichselian v Evropi, Devensian v Združenem kraljestvu, Llanquihue v Čilu in Otiran na Novi Zelandiji). Holocen lahko razdelimo v pet časovnih intervalov ali kronocon, zasnovanih na podnebnih nihanjih: 
- Preborealna doba - najstarejše obdobje holocena od 9600 let pr. n. š. do 8600 let pr. n. š, obdobje na prehodu iz ledene dobe, po kateri je sledilo toplo in suho obdobje, ko so bila poletja toplejša, zime pa hladnejše kot danes
- Borealna doba - obdobje holocena med preborealom in atlantikom od približno 8600 let pr. n. š. do 7200 let pr. n. š.; območje hladne klimatske cone, značilno po tajgi in tundri
- Atlantska doba, - stopnja holocena med borealom in subborealom od približno 7200 let pr. n. š. do 3700 let pr. n. š.): obdobje tople in vlažne klime
- Subborealna doba - obdobje holocena med atlantikom in subatlantikom od približno 3700 let pr. n. š. do 800 let pr. n. š.): obdobje tople in suhe klime
- Subatlantska doba - obdobje holocena od subboreala, približno od 800 let pr. n. š. dalje; hladno in vlažno obdboje

Holocen je obdobje v katerem je stabilizacija klime omogočila razvoj človeške civilizacije. Začetek holocena se prekriva s prehodom paleolitika v mezolitik.
Blytt-Sernander klasifikacija klimatskih obdobjih, opredeljena na začetku, po ostankih v mahovih šote, zdaj trenutno raziskujejo geologi, ki delajo v različnih regijah morske gladine, močvirij in ključnih ledenih vzorcih z različnimi metodami, z dodatnim preverjanjem in izpopolnjevanjem zaporedja Blytt-Sernander. Ugotavljajo splošno podobnost po vsej Evraziji in Severni Ameriki. Shema je bila opredeljena v severni Evropi, vendar so se podnebne spremembe pojavljale bolj pogosto. Obdobja sheme vključujejo nekaj končnih pre-holocenskih nihanj zadnje ledene dobe.
Paleontologi niso opredelili nobenih živalskih faz za holocen. Za potrebe človekovega tehnološkega razvoja se uporabljajo obdobja kot mezolitik, neolitik in bronasta doba. Vendar pa se časovni roki, na katere se sklicuje zelo razlikujejo s pojavom teh tehnologij v različnih delih sveta. 
Glede na klimo se lahko holocen razdeli enakomerno v hipsitermalna in neoglacialna obdobja; meja sovpada z začetkom bronaste dobe v evropski civilizaciji. Po mnenju nekaterih znanstvenikov se je tretje obdobje antropocen, začel v 18. stoletju. 

## Geologija
Kontinentalni premiki zaradi tektoniki plošč so manj kot kilometer v samo 10.000 letih. Vendar pa je taljenje ledu povzročilo, da se je gladina morja po svetu v začetku holocena dvignila približno 35 m. Poleg tega je bilo veliko področij, nad okoli 40 stopinj severne zemljepisne širine depresivne zaradi teže pleistocenskih ledenikov in so se dvignila toliko do 180 m zaradi post-ledeniškega odboja v poznem pleistocenu in holocenu in se danes še vedno dviguje. 
Dvig morske gladine in začasna depresija površja je omogočilo začasne pojave morja na območjih, ki so zdaj daleč od morja. Holocenski morski fosili so npr. znani iz Vermonta, Quebeca, Ontaria, Maine, New Hampshira in Michigana v ZDA. Razen višje zemljepisne širine začasnih morij, povezanih z ledeniško depresijo, so holocenski fosili najdeni predvsem v jezerskih, poplavnih in jamskih sedimentih. Holocenski morski sedimenti ob nizkih nadmorskih obalah so redki, ker dvig morske gladine v obdobju ni presegel nobenega verjetnega tektonskega dviganja ne ledeniškega izvora.
Post-glacialni preobrat v regiji Skandinavija je povzročil nastanek Baltskega morja. V regiji še naprej narašča in še vedno povzroča šibke potrese po vsej severni Evropi. Enakovreden dogodek v Severni Ameriki je bil preobrat Hudsonovega zaliva, saj se je skrčil od prvotnega večjega, takoj po post-ledeniški fazi morja Tyrrell blizu sedanjih meja.

## Klima
Podnebje je bila v holocenu dokaj stabilno. Zapisi v ledeni skorji kažejo, da je bilo pred holocenom globalno segrevanje po koncu zadnje ledene dobe in hladnim obdobjem, vendar pa so podnebne spremembe postale bolj regionalne na začetku mlajšega driasa. Med prehodom iz zadnje poledenitve v holocenu se je Huelmo-Mascardi Cold Reversla na južni polobli začela pred mlajšim driasom, največja toplota je tekla juga proti severu pred 11.000 do 7000 let. Zdi se, da je to vplivalo na preostali ledeniški pokrov, ki je ostal na severni polobli do poznejšega datuma.
Hipsitermal je obdobje segrevanja, v katerem je globalno podnebje postalo toplejše. Vendar pa segrevanje verjetno ni bilo enotno po vsem svetu. To obdobje segrevanja se je končalo pred približno 5.500 leti z novo poledenitvijo. V tistem času podnebje ni bilo podobno današnjemu, bilo je nekoliko toplejše obdobje od 10.-14. stoletja, znano kot srednjeveško toplo obdobje. Temu je sledila mala ledena doba od 13. ali 14. stoletja do sredine 19. stoletja, ko je bilo znatno hladnejše obdobje, čeprav ne povsod tako veliko kot v prejšnjih časih med neoglaciacijo.
Holocensko segrevanje je interglacialno obdobje in ni nobenega razloga za domnevo, da predstavlja trajni konec sedanje ledene dobe.
V primerjavi z ledeniškimi razmerami, so se bivalne cone razširile proti severu, ko so dosegle svojo najsevernejšo točko med hipsitermalom. Večja vlaga v polarnih območjih je povzročila izginotje stepske tundre.
Časovni in prostorski obseg holocenskih podnebnih sprememb je področje precejšnje negotovosti. Podnebne cikle v holocenu (dogodki Bond v Severnem Atlantiku) so opazili pri ali blizu morskih okolij in je močno nadzorovan ledeniški vhod v Severni Atlantik.  Periodičnosti so v severnem Atlantiku opažali od ~ 2500 ~ 1500, in ~ 1000 let.  Hkrati je spektralna analiza kontinentalnega zapisa, ki je oddaljena od oceanskega vpliva, razkrila trdovratne periodičnosti od 1000 in 500 let, ki lahko ustrezajo sončnim variacijam dejavnosti v holocenski epohi. 1500-letni cikel, ki ustreza Severnoatlantski cirkulaciji oceanov ima v poznem holocenu lahko široko globalno distribucijo. 

## Ekološki razvoj
Živali in rastline se v razmeroma kratkem holocenu niso veliko razvilo, vendar je prišlo do večjih premikov v distribucijah rastlin in živali. Številne velike živali, vključno z mamuti in mastodoni, sabljezobe mačke kot Smilodon in Homotherium in veliki lenivci so izginili v poznem pleistocenu in zgodnjem holocenu, še posebej v Severni Ameriki, kjer so živali, ki so preživeli drugje (vključno s konji in kamelami) izumrle. To izumrtje ameriške megafaune je bilo pojasnjeno s prihodom prednikov ameriških staroselcev; čeprav večina znanstvenikov zatrjuje, da so podnebne spremembe tudi prispevale svoje. Poleg tega je bila sporna hipoteza padca meteoroida v Severni Ameriki, ki je sprožil mlajši drias. 
Dogodek leta 8.2 ka, nenadno hladno obdobje zajame kot negativna ekskurzija v δ18O zapisu, ki traja 400 let, je najbolj izrazita vremenska spremeba, ki se je pojavila v holocenski dobi in bi lahko pomenila ponovno oživitev ledu. Domneva se, da je ta dogodek povzročil končno izsuševanje jezera Agassiz, ki je bilo omejeno z ledeniki in motilo termohalinski pretok v Atlantiku. 

## Razvoj človeka
Začetek holocena se ujema z začetkom mezolitika v večini Evrope; vendar pa v regijah, kot sta Bližnji vzhod in Anatolija z zelo zgodnjo neolitizacijo je primernejši epipaleolitik namesto mezolitika. Kulture v tem obdobju so: kultura Hamburg, kultura Federmesser in kultura Natufian, med katerimi so bili prvič naseljeni najstarejši kraji, ki še vedno obstajajo na Zemlji, kot je Antični Jeriho na Bližnjem vzhodu, kakor kaže tudi razvoj arheoloških dokazov o proto-religijah na lokacijah kot so Göbekli Tepe, nazaj v 9. tisočletje pred našim štetjem. 
Oba sta sledila prekeramični neolitik (A in B) in lončarski neolitik. Pozni holocen je prinesel napredek, kot je lok in puščice in nove metode vojskovanja v Severni Ameriki. Kopja in njihove velike puščice so nadomestile lok in puščice. Mesta zgrajena na obrambnih pečinah kažejo na povečano vojskovanje, ki vodi k zbiranju hrane v organiziranju skupin namesto individualnega lova.